# 袁寨村 (项城)
袁寨村位于河南省周口项城市王明口镇，是河南省第五批历史文化名村，袁寨村是中华民国首任大总统袁世凯的祖籍地，这里有袁世凯故居，故居呈现明清特色，有各式建筑248间，保存较好。1858年，袁世凯家族自张营搬迁至石腰庄，在这里建起住宅、兵营等，占地约为270亩，因此被称为袁寨。